# Dihelus fulvus
Dihelus fulvus är en stekelart som beskrevs av Gupta 1979. Dihelus fulvus ingår i släktet Dihelus och familjen brokparasitsteklar. Inga underarter finns listade i Catalogue of Life.